# Yeshey Gyaltshen
Yeshey Gyaltshen (1781 – 1830) foi um Desi Druk do reino do Butão, reinou de 1811 até 1815. Foi antecedido no trono por Jigme Dragpa II, tendo-lhe seguido Tshaphu Dorji.